# Lipotactomimus
Lipotactomimus is een geslacht van rechtvleugeligen uit de familie sabelsprinkhanen (Tettigoniidae). De wetenschappelijke naam van dit geslacht is voor het eerst geldig gepubliceerd in 2000 door Naskrecki.

## Soorten
Het geslacht Lipotactomimus  is monotypisch en omvat slechts de volgende soort:
- Lipotactomimus rowelli (Naskrecki, 2000)